# Karin Roten
Karin Roten (Leukerbad, 27 gennaio 1976) è un'ex sciatrice alpina svizzera specialista delle prove tecniche, vincitrice di tre medaglie iridate e di due gare di Coppa del Mondo.
In seguito al matrimonio con il connazionale Armin Meier, ciclista di alto livello, assunse anche il cognome del coniuge e nell'ultimo scorcio della sua carriera (stagioni 2000-2001) gareggiò come Karin Roten Meier.

## Biografia

### Stagioni 1993-1996
Karin Roten debuttò in campo internazionale ai Mondiali juniores di Montecampione/Colere 1993, dove vinse la medaglia d'oro nello slalom gigante; nella stessa stagione ottenne il primo piazzamento in Coppa del Mondo, il 27 marzo a Åre, giungendo 16ª nella medesima specialità. Esordì ai Giochi olimpici invernali a Lillehammer 1994, dove fu 16ª nello slalom gigante, e ai successivi Mondiali juniores di Lake Placid 1994 nella stessa specialità ottenne la medaglia d'argento.
Ancor meglio fece nel 1995 a Voss, dove conquistò la medaglia d'oro iridata giovanile nello slalom gigante e quella d'argento nello slalom speciale; sempre nel 1995, l'11 gennaio, conquistò l'ultima vittoria in Coppa Europa, a Maribor in slalom gigante, e il 2 marzo l'ultimo podio, ad Abetone nella medesima specialità (3ª). Nella stagione 1995-1996 salì per la prima volta sul podio in Coppa del Mondo, il 29 dicembre a Semmering in slalom speciale (2ª), e partecipò ai suoi primi Campionati mondiali: nella rassegna iridata della Sierra Nevada conquistò la medaglia d'argento nello slalom gigante e non completò lo slalom speciale. Il 10 marzo dello stesso anno giunse per la prima volta sul gradino più alto del podio in Coppa del Mondo, nello slalom speciale di Lillehammer Hafjell.

### Stagioni 1997-2001
L'anno seguente ai Mondiali di Sestriere ottenne un'altra medaglia d'argento nello slalom gigante e vinse anche quella di bronzo nello slalom speciale, mentre ai XVIII Giochi olimpici invernali di Nagano 1998, sua ultima presenza olimpica, si classificò nuovamente 16ª nello slalom gigante e non completò lo slalom speciale. Il 20 dicembre 1998 conquistò il suo secondo e ultimo successo in Coppa del Mondo, a Veysonnaz in slalom speciale, e pochi giorni dopo l'ultimo podio nel circuito, il 2º posto ottenuto a Semmering il 28 dicembre nella medesima specialità.
Ai Mondiali di Vail/Beaver Creek 1999 si classificò 19ª nello slalom gigante e 11ª nello slalom speciale. Al congedo iridato, Sankt Anton am Arlberg 2001, fu 15ª nello slalom speciale; disputò l'ultima gara in Coppa del Mondo il 18 febbraio 2001 a Garmisch-Partenkirchen, dove non completò la prova di slalom speciale. La sua ultima gara in carriera fu lo slalom speciale dei Campionati svizzeri 2001, il 25 marzo a Melchsee-Frutt, nel quale uscì durante la prima manche.

## Palmarès

### Mondiali
- 3 medaglie:
  - 2 argenti (slalom gigante a Sierra Nevada 1996; slalom gigante a Sestriere 1997)
  - 1 bronzo (slalom speciale a Sestriere 1997)

### Mondiali juniores
- 4 medaglie:
  - 2 ori (slalom gigante a Montecampione/Colere 1993; slalom gigante a Voss 1995)
  - 2 argenti (slalom gigante a Lake Placid 1994; slalom speciale a Voss 1995)

### Coppa del Mondo
- Miglior piazzamento in classifica generale: 12ª nel 1996
- 6 podi:
  - 2 vittorie
  - 3 secondi posti
  - 1 terzo posto

#### Coppa del Mondo - vittorie
| Data             | Località            | Paese    | Specialità |
| ---------------- | ------------------- | -------- | ---------- |
| 10 marzo 1996    | Lillehammer Hafjell | Norvegia | SL         |
| 20 dicembre 1998 | Veysonnaz           | Svizzera | SL         |

Legenda:

SL = slalom speciale

### Coppa Europa
- 3 podi (dati dalla stagione 1994-1995):
  - 1 vittoria
  - 2 terzi posti

#### Coppa Europa - vittorie
| Data            | Località | Paese    | Specialità |
| --------------- | -------- | -------- | ---------- |
| 11 gennaio 1995 | Maribor  | Slovenia | GS         |

Legenda:

GS = slalom gigante

### Campionati svizzeri
- 7 medaglie (dati dalla stagione 1994-1995)[2]:
  - 4 ori (slalom gigante, slalom speciale nel 1996; slalom gigante nel 1997; slalom speciale nel 1998)
  - 2 argenti (slalom gigante nel 1998; slalom gigante nel 1999)
  - 1 bronzo (slalom gigante nel 1995)